# Grande médaille de l’Académie des sciences
La Grande médaille de l’Académie des sciences ist eine Auszeichnung der französischen Académie des sciences.
Der Preis ging 1997 aus insgesamt 143 Auszeichnungs-Stiftungen der Académie und des Institut de France hervor, die in ihm zusammengefasst wurden. Unter den Vorgänger-Auszeichnungen finden sich zum Beispiel der Lalande-Preis für Astronomie oder der Poncelet-Preis für Mathematik.
Der Preis wird jährlich und abwechselnd in den wichtigen Fachgebieten aller Sektionen der Académie an einen französischen oder ausländischen Gelehrten vergeben, der zur Entwicklung der Wissenschaft entscheidend beigetragen habe: durch die Originalität seiner Forschungsarbeiten beziehungsweise durch die internationale Tragweite derer Ergebnisse habe er sich zum Begründer eines neuen Forschungsgebietes gemacht. Die Arbeiten des Preisträgers sollen in einem wichtigen Gebiet der Grundlagenforschung erfolgt sein und zu einem neuen und tieferen Verständnis des Fachs geführt haben.

## Preisträger
- 1997 Jozef Stefaan Schell
- 1998 Leo P. Kadanoff
- 1999 René Thomas
- 2000 Robert Langlands
- 2001 Albert Eschenmoser
- 2002 Richard L. Garwin
- 2003 David D. Sabatini
- 2004 David Gross
- 2005 Ronald M. Evans
- 2006 Peter Goldreich
- 2007 Tomas Hökfelt
- 2008 Susan Solomon
- 2009 Robert A. Weinberg
- 2010 Michael Francis Atiyah
- 2011 Avelino Corma
- 2012 Adi Shamir
- 2013 Joan A. Steitz
- 2014 Joel L. Lebowitz
- 2016 Alexander Varshavsky
- 2018 Jocelyn Bell
- 2021 Katalin Karikó
- 2022 Terence Tao[1]
- 2023 Michael Hall[2]